# Joseph Prunner
Joseph Prunner (n. 12 decembrie 1886, Graz – 19 februarie 1969, București) a fost un contrabasist român (austriac la naștere), profesor la Conservatorul din București, fondator al școlii românești de contrabas.

## Biografie
Joseph Prunner s-a născut la 12 decembrie 1886 în Graz, Austria. A început studiul contrabasului la Conservatorul din Graz; l-a continuat la Conservatorul din Viena, unde sub îndrumarea lui Edward Madensky a atins „o tehnică excelentă și o concepție interpretativă elevată”, devenind un virtuoz al contrabasului. În ianuarie 1909 a candidat la postul de solist al Operei din Viena, obținând locul întâi în fața unei comisii de evaluare prezidată de Felix Weingartner⁠(en)[traduceți] și Bruno Walter⁠(en)[traduceți].
În urma acestui succes, în martie 1909 i s-a oferit și a acceptat postul de solist al Orchestrei Ministerului Instrucțiunii Publice din România (mai târziu Filarmonica din București). A devenit totodată solist membru fondator al orchestrei Operei Române și profesor la Conservatorul Regal de Muzică și Artă Dramatică din București, unde a înființat catedra de contrabas.
În 1911 s-a căsătorit cu Ștefania Havricek; un an mai târziu se năștea fiul lor Iosif. Cum nu avea încă cetățenie română (pe care a primit-o mai târziu), declanșarea Primului Război Mondial l-a obligat să se întoarcă în Austria, unde a fost internat în lagărul din Sudeți. Acolo l-a vizitat George Enescu, care i-a adus haine, medicamente și vestea nașterii fiicei sale Ștefania. După terminarea războiului a revenit în România, unde a rămas până la sfârșitul vieții, cu toate ofertele primite din Viena și Berlin (profesor la Conservator și prim solist al Operei). A decedat în 19 februarie 1969 la București.

## Activitatea de concertist și pedagog
Decenii la rând, Prunner a condus compartimentul de contrabași din orchestrele în care a activat, contribuind substanțial la performanța lor muzicală. A concertat ca solist alături de mari orchestre și dirijori și a dat recitaluri la Paris, Leipzig, Viena și Berlin. George Enescu, Herbert von Karajan, Yehudi Menuhin, Richard Strauss, Igor Stravinski și alții i-au fost prieteni și colaboratori. A fost distins cu titlul de Artist emerit.
Moștenirea de pedagog a lui Joseph Prunner constă în exercițiile de game și arpegii adunate în caietul Studii progresive pentru contrabas, scris pentru studenții săi de la Conservator. Aceste exerciții se bazează pe un sistem de digitație modernizat; ele sunt prezentate atât în pozițiile tradiționale cât și în cele pe care Prunner le numea „poziții fixe”. Printre studenții săi din deceniul 1950 s-a numărat și jazzmanul Johnny Răducanu.

## Distincții
- titlul de Artist Emerit al Republicii Populare Romîne (20 mai 1955) „cu prilejul împlinirii a 90 de ani de la înființarea Conservatorului de muzică «Ciprian Porumbescu» și pentru merite deosebite în activitatea didactică și artistică”[8]
- Ordinul Muncii clasa I (15 mai 1957) „pentru merite deosebite în activitatea artistică, pedagogică, precum și în munca din alte domenii ale culturii, [...] cu prilejul împlinirii a 70 de ani de viață”[9]
- titlul de „Profesor Emerit al Republicii Populare Romîne” (5 noiembrie 1962) „pentru activitatea îndelungată, contribuție în dezvoltarea științei și merite deosebite în dezvoltarea învățămîntului superior”[10]
- Ordinul „Meritul Cultural” clasa a II-a (12 septembrie 1968) „cu prilejul împlinirii a 100 de ani de la înființarea Filarmonicii «George Enescu» din București, [...] pentru merite deosebite în activitatea muzicală”[11]